# JR Central série KiHa 75
La série KiHa 75 (キハ75形, KiHa 75-gata) est un type d'autorail à deux caisses exploité par la compagnie Central Japan Railway Company (JR Central) au Japon.

## Description
La série KiHa 75 a été fabriquée par le constructeur Nippon Sharyo à 20 exemplaires. Les rames comprennent 2 voitures et sont couplables entre-elles. L'aménagement intérieur de compose de sièges transversaux, en disposition 2+2. Les autorails sont également équipés de toilettes universelles. 

## Histoire
Les premiers autorails sont entrés en service le 1er août 1993.

## Affectation
Les autorails de la série KiHa 75 sont affectés aux services rapides Mie et aux services locaux des lignes Sangū, Takayama et Taita.

## Galerie photos

Intérieur d'une voiture.
Intercirculation.
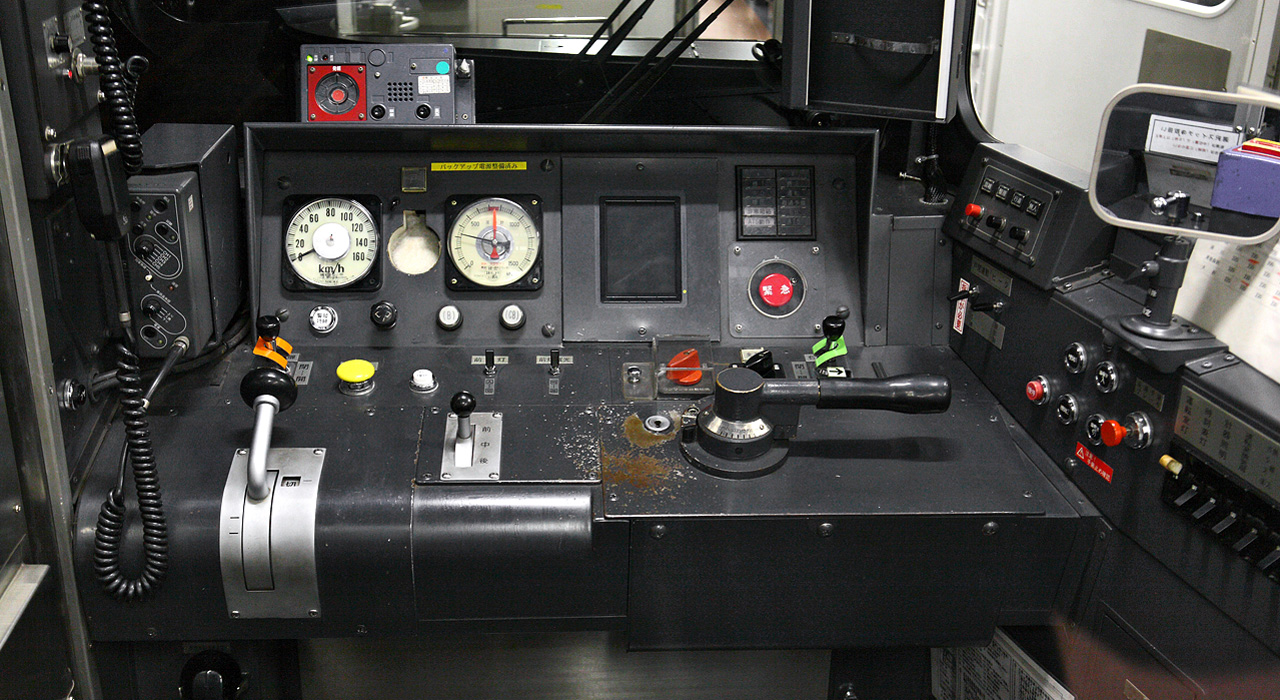
Cabine de conduite.